# Herb Rynarzewa

Herb Rynarzewa

Herb Rynarzewa – historyczny symbol Rynarzewa, który w przeszłości pełnił rolę herbu miejskiego dzisiejszej wsi. Przedstawia w czerwonym polu herbowym srebrną krzywaśń z zaćwieczonym na jej szczycie krzyżem kawalerskim koloru złotego.

## Historia
Herb był znany już w czasach Królestwa Polskiego. Jak donosi słownik geograficzny z tamtego okresu: 

Herb przedstawia w czerwonem polu srebrną Szreniawę ze złotym krzyżem u góry.

W latach zaboru pruskiego forma herbu różniła się od dzisiejszej jedynie barwą (wtedy zielona) i kształtem tarczy.